# لیندسی اندرسن
لیندسی گوردن اندرسن (به انگلیسی: Lindsay Gordon Anderson) (۱۷ آوریل ۱۹۲۳ — ۳۰ اوت ۱۹۹۴) منتقد فیلم و کارگردان سینما و تئاتر انگلیسی بود.
از فیلم‌ها یا مجموعه‌های تلویزیونی که وی در آن‌ها نقش داشته‌است می‌توان به ای مرد خوش‌شانس! اشاره نمود.

## فیلم‌شناسی

### فیلم
| سال  | عنوان                       | توضیحات                                                                      |
| ---- | --------------------------- | ---------------------------------------------------------------------------- |
| ۱۹۶۳ | این زندگی ورزشی             | نامزد دریافت نخل طلا                                                         |
| ۱۹۶۷ | اتوبوس سفید                 | فیلم کوتاه، همچنین تهیه‌کننده                                                 |
| ۱۹۶۸ | اگر....                     | همچنین تهیه‌کننده برندهٔ نخل طلا نامزد دریافت جایزه بفتای بهترین کارگردانی     |
| ۱۹۷۳ | ای مرد خوش‌شانس!             | همچنین تهیه‌کننده نامزد دریافت نخل طلا                                        |
| ۱۹۷۵ | در جشن                      |                                                                              |
| ۱۹۸۲ | بیمارستان بریتانیا          | جایزه قضاوت محاطبان فانتاسپورتونامزد دریافت نخل طلا نامزد دریافت هوگوی طلایی |
| ۱۹۸۶ | وای! در چین: آسمان‌های خارجی | مستند                                                                        |
| ۱۹۸۷ | وال‌های اوت                  |                                                                              |
| ۱۹۹۲ | هرچی هست همینه؟             | مستندنما؛ همچنین نویسنده                                                     |